# Marmerenjauretje (Tärna socken, Lappland, 727721-146137)
Marmerenjauretje är en sjö i Storumans kommun i Lappland och ingår i Umeälvens huvudavrinningsområde. Sjön har en area på 0,0836 kvadratkilometer och ligger 825 meter över havet.

## Delavrinningsområde
Marmerenjauretje ingår i det delavrinningsområde (727989-146037) som SMHI kallar för Ovan 727749-146281. Medelhöjden är 952 meter över havet och ytan är 14,99 kvadratkilometer. Det finns inga avrinningsområden uppströms utan avrinningsområdet är högsta punkten. Skidträskbäcken som avvattnar avrinningsområdet har biflödesordning 3, vilket innebär att vattnet flödar genom totalt 3 vattendrag innan det når havet efter 382 kilometer. Avrinningsområdet består mestadels av kalfjäll (94 procent). Avrinningsområdet har 0,96 kvadratkilometer vattenytor vilket ger det en sjöprocent på 6,4 procent.